# 以色列语言

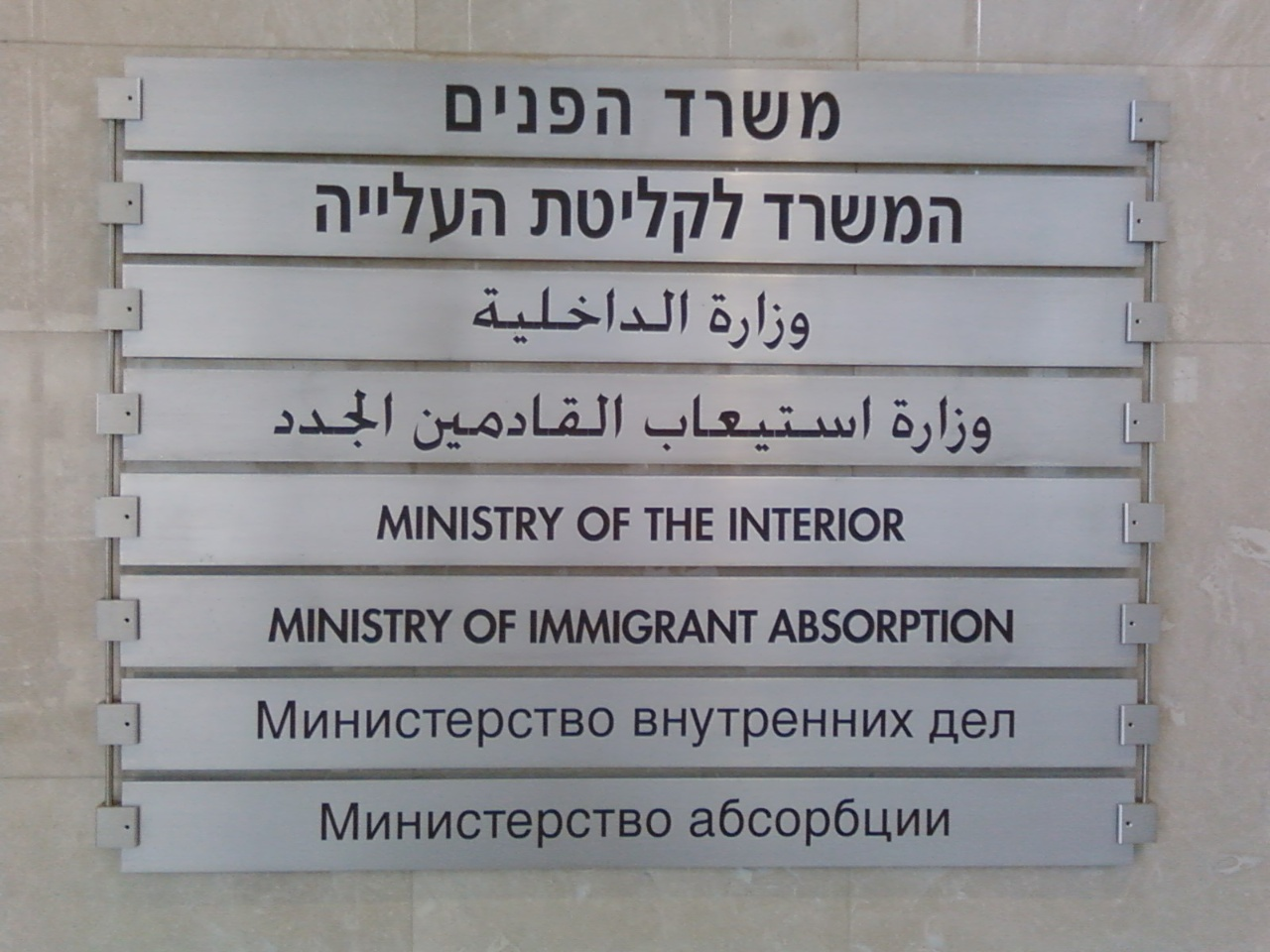
以色列海法市的内务部移民署的门牌。从上至下分别为：希伯来语、阿拉伯语、英语以及俄语。英语和俄语是以色列最广泛流通的非官方语言。

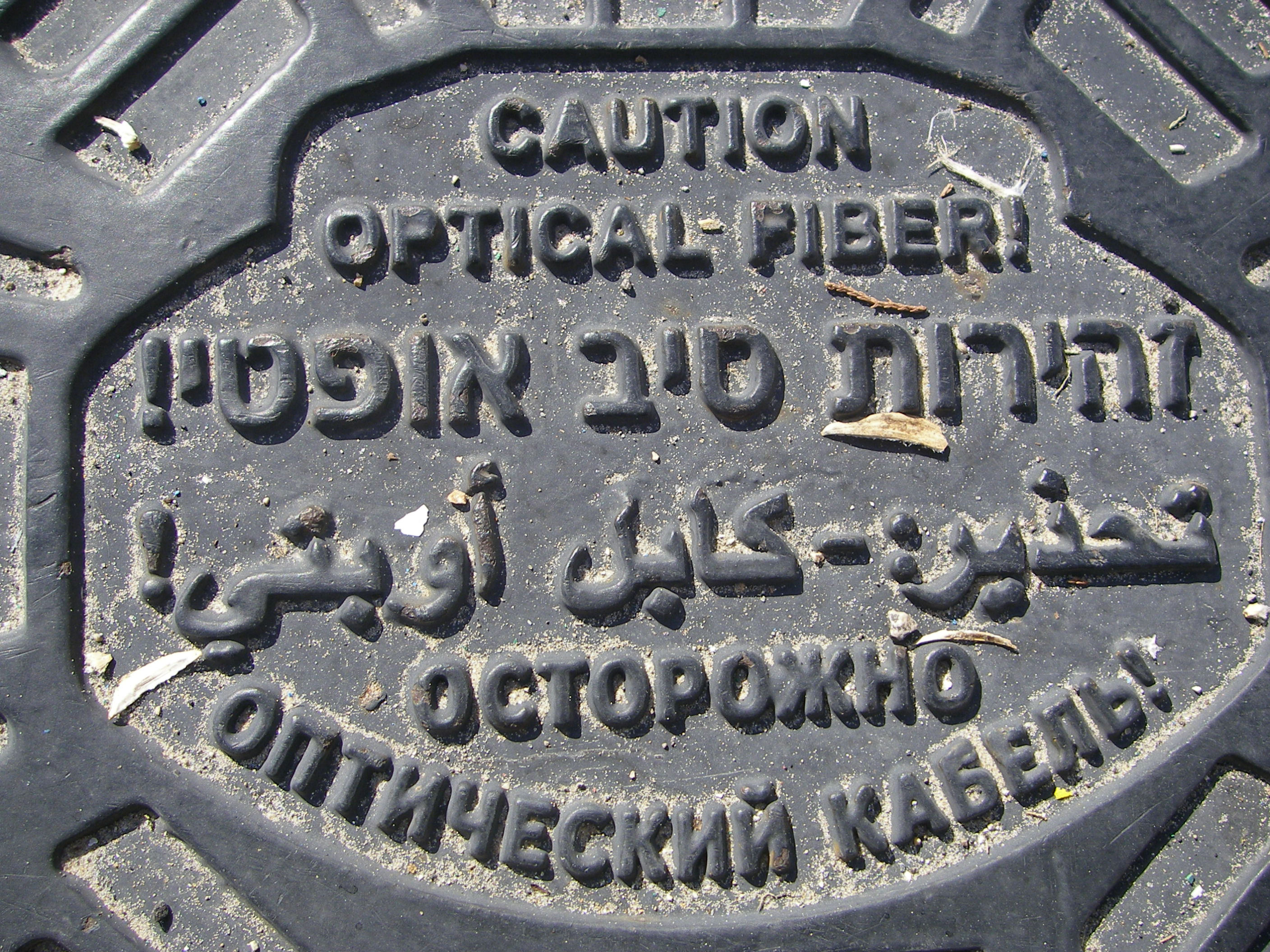
摄于特拉维夫的四语警示牌

以色列語言指的是以色列國內複雜且多元的語言及文化情況。根据第19版的《民族语》，有35种语言分布在以色列不同社区。希伯来語是该国官方语言，亦是该国最主要的语言，几乎全国都以希伯来语为母语，或者达到相当熟练程度的第二语言。希伯来语的标准形式，即现代希伯来语，是国家的主要通讯用用语。阿拉伯语是以色列少数民族阿拉伯人（占人口1/5）的语言，享有特殊地位。英语是多数人的第二语言，广泛应用于政府标志，路牌以及商品标签。俄语则是以色列国内大量来自前苏联移民的语言。
现代希伯来语起源于19世纪晚期的希伯來語复兴运动，基于古代希伯来语的各种方言，同时受众多不同语言影响（英语、犹太语言、斯拉夫语族诸语、阿拉伯语、阿拉姆语、德语等）。
根據2011年以色列政府的一份社會調查報告，國内20歲以上的人口，49%第一語言為希伯來語，18%為阿拉伯語，15%為俄語，意地緒語為2%，法語為2%，英語為1%。 1.6%為西班牙语，以及10%其他語言（包括羅馬尼亞語、德語、阿姆哈拉語，但以上語言並未被列爲調查問卷的選項之一）。同時調查顯示，90%的猶太人以及60%阿拉伯人能較好地理解希伯來語。

## 官方语言

一個位于以色列内的路牌，上有希伯來語、阿拉伯語以及英語。阿拉伯語和英語是根據希伯來語發音的直接轉寫。但有時亦會使用本地阿拉伯語地名或傳統英語地名。

以色列有數條法律規定其語言政策。這種法律上的混亂局面亦使以色列最高法院受理了數次上訴。
目前，以色列的官方語言為希伯來語，阿拉伯語享有特殊地位。關於以色列官方語言的最主要法律，是英國巴勒斯坦托管地1922年8月14日頒佈的巴勒斯坦樞密院勒令之1939年修正案第82段：
“所有政府法令、官方通告、官方表格以及所有經高級專員轄定的地區政府、自治市之官方通告，皆需同時具備英語、阿拉伯語以及希伯來語版本。”
該條法律條文，連同其他英語托管時期頒佈的條文，被後來的以色列政府采用。1948年5月19日以色列臨時立法院通過另外一條針對上文法律條文的修正案：
廢除該條文中關於“需具備英語版本”之規定。

### 希伯来语
1922年國際聯盟委員會的巴勒斯坦托管地條款，以及同年的英國巴勒斯坦托管地樞密院勒令，是最早承認希伯來語作爲政治實體之官方語言的法律條文。此舉被視爲錫安主義運動的重大成就，該運動一直尋求設立希伯來語為猶太人之國語，同時壓制其他猶太語言的使用，尤其是意地緒語。其情形正如在古代時期阿拉姆語取代希伯來語。
希伯來語復興運動在19世紀80年代移居巴勒斯坦的錫安主義移民中相當受歡迎。艾利澤·本-耶胡達（出生於俄羅斯帝國）及其追隨者創辦了第一批希伯來語學校、報刊及其他希伯來語機構。就正如馬克斯·魏因賴希在其書中《意地緒語歷史》卷1中提及：「希伯來語復興運動歸根于猶太人渴望結束大流散的願望」。第二次阿利亞運動期間，希伯來語則作爲巴勒斯坦托管地内猶太人社區的唯一官方語言和口語。1948年以色列建國，政府視希伯來語為實際官方語言，同時亦開展同化政策，要求所有移民學習希伯來語以及冠希伯來語姓氏。而意地緒語，作爲二戰前希伯來語的主要競爭者，則被政府壓制。隨著上一代意地緒語使用者逐漸老去，該語亦陷於衰落。然而，現今意地緒語依然作爲全球阿什肯納茲猶太人（德裔猶太人）哈雷迪教派社區的用語，有時甚至是社區内部部分成員的第一語言。
目前，希伯來語是以色列的官方語言，用於政府、商業、議會辯論、法院以及學校。在阿拉伯語學校，希伯來語是三年級之後的必修科，同時以色列國内學校的入學考試都列希伯來語為必考項之一。
1953年根據議會法律成立的國立希伯來語科學院，是希伯來語的主要研究及規範機構。雖然科學院的規範原則上是强制性的，但是實際上亦要視不同政府部門的情況而定。而商業上（例如報刊），對於科學院的規範則是自願性質的。

### 阿拉伯語
現代標準阿拉伯語是以色列的另一大語言，「享有特殊地位」。主要用於國内的阿拉伯裔以色列人，德魯兹派教徒，以及部分米兹拉希猶太人（來自葉門、摩洛哥、突尼斯、利比亞、埃及、敘利亞、阿爾及利亞、伊拉克、法國等國）。1949年，15萬巴勒斯坦阿拉伯人仍留在以色列停火綫内，當中多數人都不會說希伯來語。但是今天多數阿拉伯裔以色列人（占該國人口1/5）基本能夠說一口流利的希伯來語。
多年來以色列當局都比較不樂意使用阿拉伯語，除非在某些法律明確規定的情況下（例如危險品上的警告標志）或者有需要向說阿拉伯語的國民致辭時。但是2000年9月以來情形就有所變化，最高法院裁定，雖然阿拉伯語次于希伯來語，但是其作爲國家官方語言之一，其應用必須更加廣泛。此後，所有的路牌、食品標簽、以及由政府頒佈的咨詢都必須翻譯為現代標準阿拉伯語（但希伯來語單語社區除外）。
阿拉伯語同時可用於議會内，但通常都不會有說阿拉伯語的議員如此做，因爲所有操阿拉伯語的議員都可以流利使用希伯來語，但是卻較少操希伯來語的議員能理解阿拉伯語。
在希伯來語學校，阿拉伯語課程在七年級至九年級亦相當普遍。對阿拉伯語感興趣的學生可以繼續進修至十二年級，以及參加阿拉伯語入學考試。
2007年3月，議會批准成立以色列阿拉伯語科學院（類似希伯來語科學院）。該機構在2008年成立於海法市。
2008年，數名議員提出議案，要求移除阿拉伯語作爲官方語言，降爲「第二官方語言」。該議案未通過。
2009年，以色列交通部部長伊斯拉爾·卡茨提議所有以色列、東耶路撒冷以及西岸（盡可能地）的路牌上，所有英語、阿拉伯語地名變更爲希伯來語為基礎的直接轉寫拼法。例如「Nazareth」 (拿撒勒之傳統英文拼寫）直接轉爲「Natzeret」。 交通部宣稱，路牌是由於損壞，才會逐漸更換。此舉被批評為試圖抹除以色列的阿拉伯語以及巴勒斯坦人遺產。以色列政府用名委員會在2011年一致通過否決該提議。
2018年7月19日，以色列议会以62票支持，55票反对的结果通过了一项将以色列定义为是“犹太民族国家”（犹太民族国家法），删去了阿拉伯语作为官方语言的定位。部分国家政府批评以色列此举是对阿拉伯族群的歧视。以色列在法律上仍然要求該語言必須其在政府文件和公共領域中使用。

### 英语
1999年，高等法院裁定，以色列繼承前制，以英語、阿拉伯語以及希伯來語為官方語言。但是英語已在1948年的修正案中廢除 ：
廢除該條文中關於“需具備英語版本”之規定。

在以色列建國初期，英語的使用大幅下降。一開始以色列的外交語言為法語，雖然多數政府工作人員更擅長于英語。其後20世紀60年代，以色列及法國關係惡化，而以色列與美國關係則得以加强，使得英語開始在國内重新獲得大部分此前的地位。目前，英語是以色列優先的對外語言，但是依然不可用於立法或議會辯論。部分英國托管時期的法律條文依然用英文書寫，而目前對該部分法律條文的希伯來語翻譯工作亦正在進行。英語在所有的學校，無論是希伯來語學校或阿拉伯語學校，都要求為第二語言。雖然以色列歷史上曾爲英國托管地，但是國内卻優先使用美式拼法。
以色列英語受到其使用者出生地，或祖輩出生地的强烈影響。例如對於美裔以色列人，就通常傾向說美式英語。而對於祖籍在歐洲大陸者，則受法語、德語、意地緒語等影響較大。如今獨有的以色列英語依然發展緩慢，可歸因為：目前依然有持續的往以色列移民，大規模、穩定的多語社區的存在、以及以色列偏重希伯來語教育。以色列英語的發展可能有賴於未來在以色列出生的新生一代，以及以色列與其他英語國家（例如美國及加拿大）的關係。
雖然英語并非官方語言，但是公立教育體系卻要求熟練的英語，很多工作崗位亦要求求職者掌握英語，以色列國内的路牌亦會與希伯來語、阿拉伯語同行。在公立學校，英語從三年級至中學為必修課，學生亦必須通過英語口語及書面語測試，方可獲得高中畢業證書。多數大學都列英語是取錄的硬性指標之一。自20世紀90年代開始，美國文化就開始大規模在以色列傳播。在以色列，外國電視節目通常都是直接原聲再配上希伯來語字幕。
絕大多數以色列人能夠用英語對話。20世紀80年代之後出生的以色列人通常英語要比他們父輩要好，因爲他們成長的年代正好是以色列媒體開始大量出現外語的年代。優秀的英語能力在以色列象徵著良好的教育素養。

### 俄語

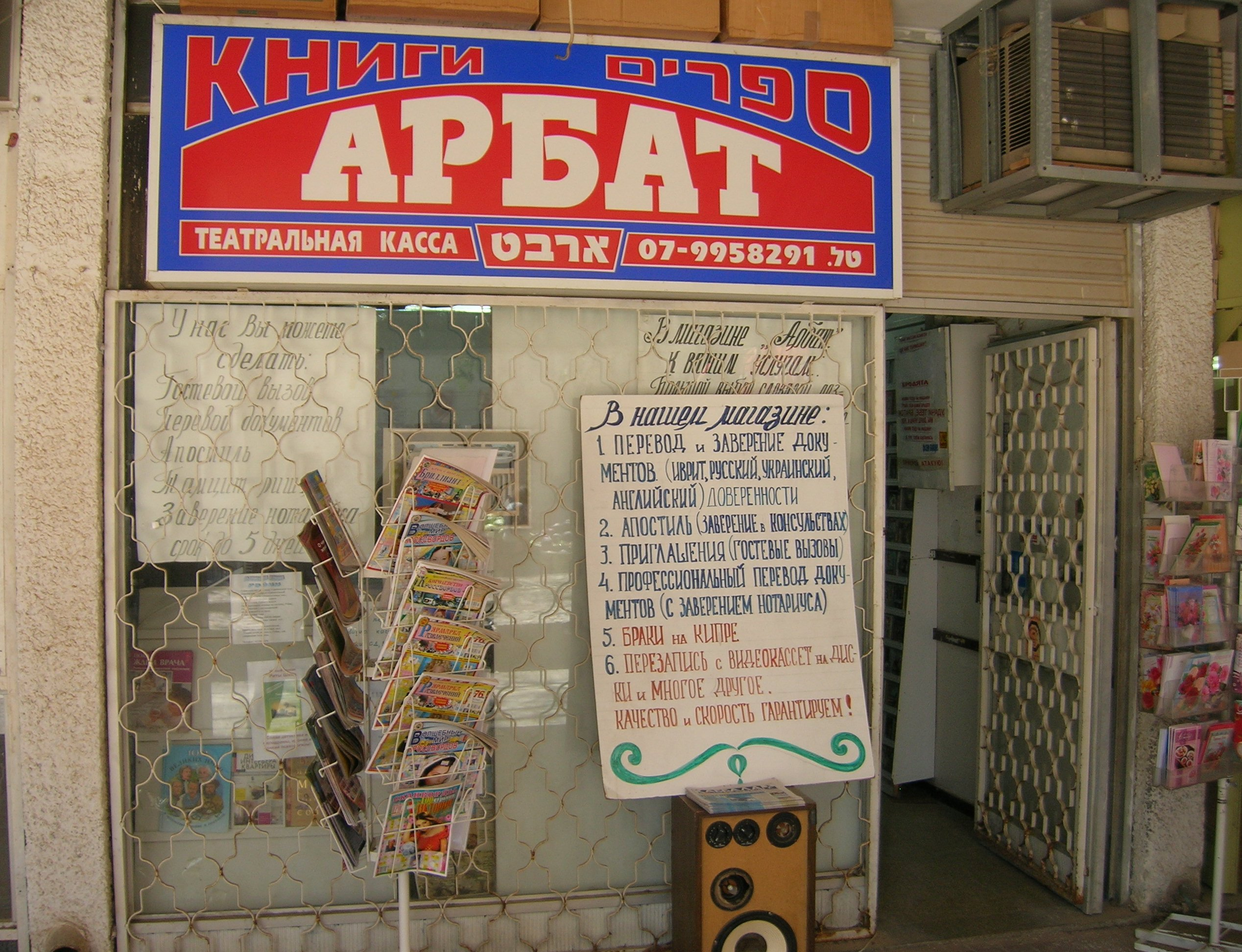
阿拉德的一間俄語書店

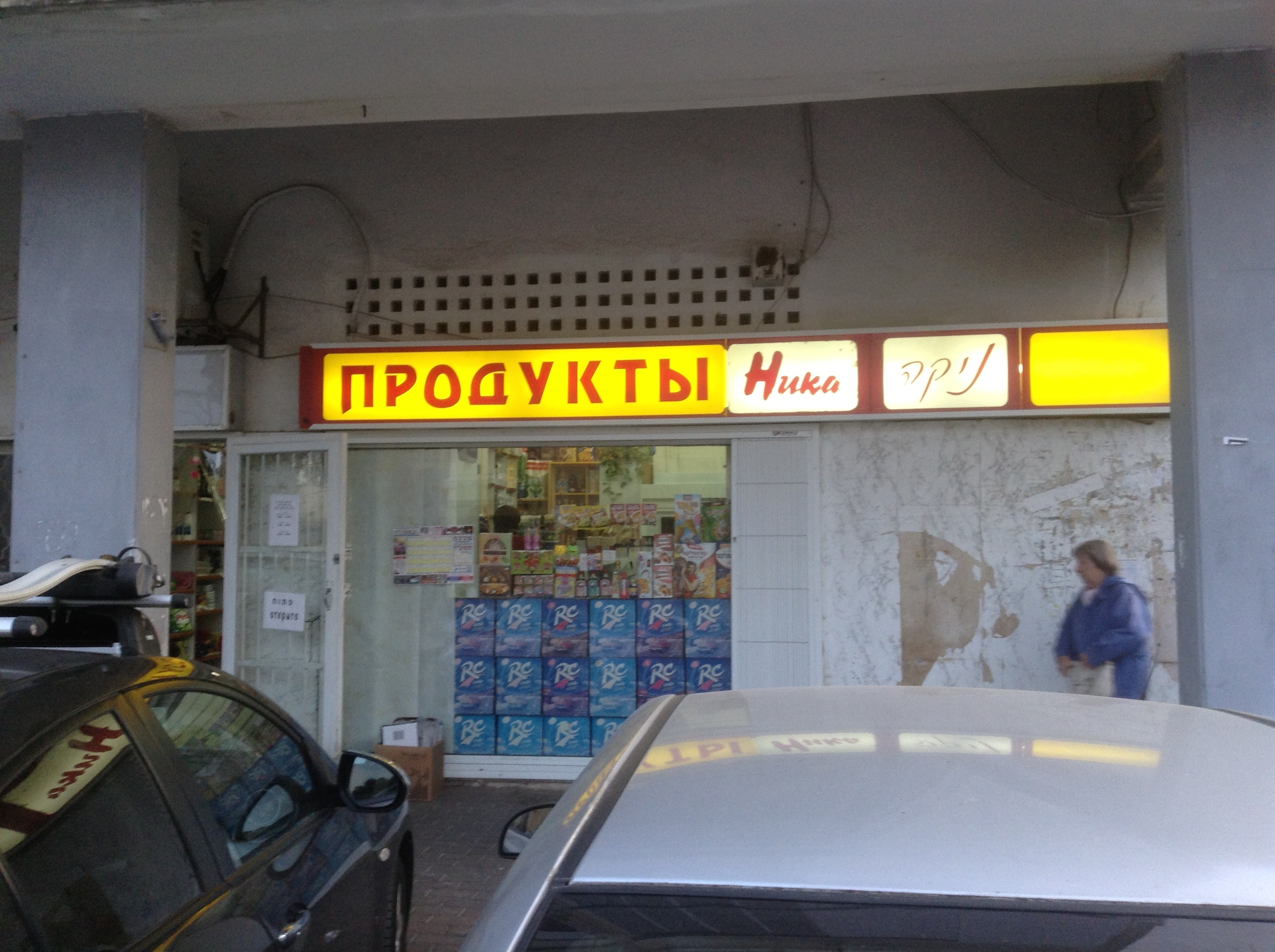
海法一間俄語商店

俄語現時為以色列最廣泛流通的非官方語言。蘇聯解體后有大量猶太移民進入以色列，目前該國超過20%的人口能夠流利說俄語。政府以及商戶經常會提供俄語咨詢。以色列國内亦有自己的俄語電視頻道。部分以色列學校亦會提供俄語課程。截至2017年，以色列國内有150萬俄語人口。

## 其他语言

### 移民語言政策
以色列政府的語言同化政策在上世紀70年代被逐漸淡化。20世紀50年代以色列取締了意地緒語戲院，强迫政府工作人員采用希伯來姓氏。但是當今以色列的語言政策則允許移民與公務人員交流時，繼續使用其原來的語言，鼓勵保留其原有語言及文化。新語言政策在90年代大規模前蘇聯移民及埃塞俄比亞移民潮後尤為明顯。以色列當局開始使用俄語和阿姆哈拉語與移民溝通。1991年海灣戰爭期間，政府公告亦至少用7種語言公佈。

### 非官方语言
以色列是一個多元文化社會，除了英語和俄語，亦有大量其他語言正在使用：
- 羅馬尼亞語: 據統計，截至2012年，有八萬第一代羅馬尼亞籍猶太人以及至少[nb 2] 12萬第二代羅馬尼亞籍猶太人生活在以色列。[23]另外，在2010年，估計有一萬四千多羅馬尼亞人在以色列工作（無論是否擁有工作許可）。[24]以上這些數據都不包含摩爾多瓦猶太人，因爲該國被歸類為前蘇聯。但是由於此類數據僅僅統計國籍而非實際的語言使用者，因此目前很難得知以色列具體的羅馬尼亞語使用者數量。
- 意第緒語: 意地緒語是阿什肯納茲猶太人在大流散期間最常用的語言，同時亦是第二大廣泛使用的猶太語言。意地緒語是一種融入希伯來元素的日耳曼語言。在以色列建國初期，意地緒語曾被禁止在劇院、電影以及其他文化活動中出現，但是近年開始有所復蘇。另外，意地緒語一向是阿什肯納茲猶太人哈雷迪教派社區最常用的語言。儘管以色列政府已經開始著手保護意地緒語文化，但是隨著老一代使用者的離世，意地緒語已經陷入了衰落之中。
- 德語： 以色列有大概10萬人以德語為母語。在奧斯曼帝國時期、英國托管時期、以及以色列建國初期，德語是當地猶太人的母語之一。1979年，德語推廣機構歌德學院在特拉維夫設立分部。直至2006年，越來越多的以色列人學習德語，現時亦有該國國内亦有四所學校提供德語課程。[25]
- 阿姆哈拉語: 以色列内13萬埃塞俄比亞裔猶太人主要使用阿姆哈拉語。絕大多數埃塞俄比亞裔猶太人分別在1984年以及1991年兩波移民潮中移居以色列。政府公告及宣傳經常亦會使用阿姆哈拉語。
- 格魯吉亞語: 雖然多數格魯吉亞裔猶太移民主要講俄語，但是他們當中亦有部分人轉用格魯吉亞語。
- 拉迪諾語: 拉迪諾語是第三大廣泛使用的猶太語言。這是一種混雜希伯來語的中世紀西班牙語。很多塞法迪猶太人都講拉迪諾語。現時以色列政府亦會支持保護拉迪諾語文化。
- 波蘭語: 波蘭語是規模較大的波蘭裔移民的語言。以色列國内那些建立於上世紀40年代至50年代的勞工定居點相當流通波蘭語。1968年波蘭政治危機之後，有數千名波蘭裔猶太人移居以色列。他們多數出生、成長於波蘭，波蘭語相當流利，且比較有意願傳承他們的語言給下一代。
- 烏克蘭語: 多數烏克蘭裔猶太人講俄語，不過亦有部分講烏克蘭語。
- 西班牙語: 西班牙語是很多阿根廷裔猶太人或者在阿利亞運動期間從其他西班牙語國家移居以色列的移民的語言，同時一些塞法迪猶太人亦會說西班牙語。需要注意的是，西班牙語并非塞法迪猶太人的專用語言，因爲很多阿根廷裔猶太人事實上是阿什肯納兹猶太人。西班牙語從未是以色列的教學語言之一，除了希伯來語，以色列學校僅教授英語、德語、法語、阿拉伯語以及意大利語。[26][27]西班牙語在大學或者薛萬提斯學院僅作爲外語教授。不過以色列的Viva電視臺在上世紀90年紀期間放送了很多當時相當流行的阿根廷、委内瑞拉肥皂劇（西班牙語原聲+希伯來語字幕），這使得不少電視劇觀衆對西班牙語都有一定理解[28]。

- 法語: 很多來自摩洛哥、阿爾及利亞以及突尼斯的猶太人以法語為第一或第二語言。法語同時用於不少來自法國或其他法語國家的新移民[29]、以及來自法語非洲的勞工當中。法語在被英語取代前，一直是以色列的外交語言，目前很多以色列學校亦教授法語，而法國大使館一直支持以色列學校的法語教學。以色列曾經嘗試過加入法語圈國際組織[30]，但是遭到該國際組織内其他阿拉伯國家的反對。特拉維夫大學目前是法語圈大學組織（英语：Agence universitaire de la Francophonie）的成員學校之一。
- 意大利語: 除了意大利裔猶太人使用外，很多來自利比亞、厄立特里亞、埃塞俄比亞以及索馬里（前意大利殖民地）都會以意大利語為第一或第二語言。由於人數一直在增加，所以以色列部分學校亦開始教授意大利語。[31]
- 匈牙利語: 大概七萬人匈牙利裔猶太人使用匈牙利語。
- 庫爾德語: 以色列大概有15萬來自庫爾德斯坦地區的猶太移民。他們大多說現代阿拉姆語，庫爾德語衹是作爲第二語言使用。
- 土耳其語: 上世紀上半葉大概有七萬七千名土耳其裔猶太人移居以色列。以色列很多使用土耳其語的猶太人同時會說拉迪諾語。
- 波斯語: 以色列有十三多萬伊朗裔猶太人說波斯語。
- 漢語、他加祿語以及泰語: 這些亞洲語言由來自中國、菲律賓以及泰國的非猶太移民帶入[來源請求]。據統計[來源請求]目前以色列有18萬此類非法移民[來源請求]。其中大量越南船民於上世紀70年代，由於東南亞戰爭原因，而被以色列合法接納[來源請求]。
- 馬拉地語: 馬拉地語是居住在印度康坎沿岸地帶的猶太人用語。此類猶太移民在1948年以色列建國時開始移居以色列。1977年，數量達兩萬人。馬拉地語使用者主要分佈在Dimona鎮以及Beersheba鎮。[32]
- 馬拉亞拉姆語: 馬拉亞拉姆語是居住在印度喀拉拉邦的柯枝猶太人用語。

## 備註
1. ↑  其作为第二官方语言的地位被以色列议会立法（犹太民族国家法）删除。
2. ↑  The Israeli Census Bureau only counts as second generation Jews those persons whose father was born aboard, regardless of their mother's origin